# Microbisium dogieli
Microbisium dogieli är en spindeldjursart som först beskrevs av Vladimir V. Redikorzev 1924.  Microbisium dogieli ingår i släktet Microbisium och familjen helplåtklokrypare. Inga underarter finns listade i Catalogue of Life.